# Суринам на летних Олимпийских играх 1972
Суринам принимал участие в Летних Олимпийских играх 1972 года в Мюнхене (ФРГ) в третий раз за свою историю, но не завоевал ни одной медали. 